# Sudamericano de Rugby 1971
El Sudamericano de Rugby de 1971 fue el torneo de selecciones que contó por primera vez con 5 equipos. Se jugó durante octubre en la cancha de Carrasco Polo Club de Montevideo, Uruguay. Además de los anfitriones se hicieron presentes: Argentina, Brasil, Chile y la selección de Paraguay que hizo su debut en el Sudamericano.

## Equipos participantes
- Selección de rugby de Argentina
- Selección de rugby de Brasil
- Selección de rugby de Chile
- Selección de rugby de Paraguay
- Selección de rugby de Uruguay

## Posiciones
| Pos. | Equipo    | Encuentros | Encuentros | Encuentros | Encuentros | Tantos  | Tantos    | Tantos     | Puntos |
| Pos. | Equipo    | jugados    | ganados    | empatados  | perdidos   | a favor | en contra | diferencia | Puntos |
| ---- | --------- | ---------- | ---------- | ---------- | ---------- | ------- | --------- | ---------- | ------ |
| 1    | Argentina | 4          | 4          | 0          | 0          | 186     | 15        | + 171      | 8      |
| 2    | Chile     | 4          | 3          | 0          | 1          | 99      | 29        | + 70       | 6      |
| 3    | Uruguay   | 4          | 2          | 0          | 2          | 105     | 80        | + 25       | 4      |
| 4    | Brasil    | 4          | 1          | 0          | 3          | 32      | 138       | - 106      | 2      |
| 5    | Paraguay  | 4          | 0          | 0          | 4          | 9       | 169       | - 160      | 0      |

Nota: Se otorgan 2 puntos al equipo que gane un partido, 1 al que empate, 0 al que pierda

## Resultados[1]

### Primera fecha
| 10 de octubre | Uruguay | 56 - 3 | Paraguay | cancha del Carrasco Polo Club, Montevideo, Uruguay |  |

| 10 de octubre | Argentina | 20 - 3  | Chile | cancha del Carrasco Polo Club, Montevideo, Uruguay |                            |
|               |           | Reporte |       | Árbitro(s): Óscar Peterson                         | Árbitro(s): Óscar Peterson |

### Segunda fecha
| 12 de octubre | Uruguay | 6 - 11  | Chile | cancha del Carrasco Polo Club, Montevideo, Uruguay |  |
|               |         | Reporte |       |                                                    |  |

| 12 de octubre | Argentina | 50 - 6  | Brasil | cancha del Carrasco Polo Club, Montevideo, Uruguay |                            |
|               |           | Reporte |        | Árbitro(s): Armando Zungri                         | Árbitro(s): Armando Zungri |

### Tercera fecha
| 14 de octubre | Uruguay | 37 - 11 | Brasil | cancha del Carrasco Polo Club, Montevideo, Uruguay |  |

| 14 de octubre | Chile | 40 - 0 | Paraguay | cancha del Carrasco Polo Club, Montevideo, Uruguay |  |

### Cuarta fecha
| 16 de octubre | Brasil | 3 - 45  | Chile |  |  |
|               |        | Reporte |       |  |  |

| 16 de octubre | Argentina | 61 - 0  | Paraguay | cancha del Carrasco Polo Club, Montevideo, Uruguay |                       |
|               |           | Reporte |          | Árbitro(s): N. Davies                              | Árbitro(s): N. Davies |

### Quinta fecha
| 17 de octubre | Brasil | 12 - 6 | Paraguay | cancha del Carrasco Polo Club, Montevideo, Uruguay |  |

| 17 de octubre | Uruguay | 6 - 55  | Argentina | cancha del Carrasco Polo Club, Montevideo, Uruguay |                           |
|               |         | Reporte |           | Árbitro(s): Gonzalo Román                          | Árbitro(s): Gonzalo Román |

| Bandera de Argentina |
| Campeón Argentina    |
| Séptimo título       |